# بيل هايلاند
بيل هايلاند (بالإنجليزية: Bill Hyland)‏ هو لاعب دوري الرغبي أسترالي، ولد في 1908 في موري في أستراليا، وتوفي في 1972 في مودجي في أستراليا.